# SNK
SNK (skr. od Shin Nihon Kikaku, „Novi japanski pothvat”), punim imenom SNK Corporation, japanska je tvtka čiji su glavni proizvodi videoigre i sklopovlje za videoigre.
Početkom 1970-ih Eikichi Kawasaki, bivši boksač, upravljao je kafićem i građevinskom tvrtkom u Osaki. 1973. kupuje je tvrtku električnih strojeva u Kobe i osniva Shin Nihon Kikaku. 22. srpnja 1978. tvrtka je rekonstruirana kao Shin Nihon Kikaku Corporation u Higashiosaki.
Tvrtka je u početku imala nadimak „Shin Nihon Kikaku” na katakani, ali od 1981. promijenjen je u SNK uzimajući inicijale iz latinske abecede (Shin Nihon Kikaku). Engleska oznaka autorskih prava također je bila „SNK CORPORATION”. 
U travnju 1986. ime tvrtke promijenjeno je u nadimak „SNK”, ali je registrirano trgovačko ime moralo biti SNK Corporation. To je zato što Ministarstvo pravosuđa u to vrijeme nije odobrilo registraciju trgovačkog naziva koji koristi abecedu, kao za ADK, NMK, TDK i RKB Mainichi Broadcasting. U studenom 1986. američka podružnica SNK Corporation of America osnovana je u Sunnyvaleu, u Kaliforniji.
Tvrtka koju je osnovao Kawasaki 1978. godine radi sve do 30. listopada 2001. godine. Osnovan Playmore Corporation 1. kolovoza 2001. godine zbog financijskih 
problema u koje je zapala izvorna tvrtka SNK. 2003. Playmore je preimenovan u SNK Playmore Corporation. Dana 25. travnja 
2016. godine SNK izostavlja "Playmore" iz svog logotipa i ponovno 
uzima prvobitni slogan „The Future Is Now” (Budićnost je sad!).
U ožujku 1988. osoblje SNK preselilo se u zgradu u Suiti, u Osaki.
SNK je zatvorio sve američke, kanadske i europske operacije 13. lipnja 2000. godine. Tvrtka je prodala prava na distribuciju u Sjevernoj Americi za arkadne sustave MVS i foto sustave Neo Print. Licencirao je sjevernoameričke lokalizacije nekih izdanja konzola vanjskim tvrtkama.[nedostaje izvor]
Mnogi su zaposlenici tvrtke napustili posao. Neki su se pridružili uCapcom i Arc System Worksu, a drugi su krenuli dalje i osnovali Dimps. Kawasaki je, zajedno s još petoricom bivših rukovoditelja SNK-a, financirao formiranje BrezzaSofta, koji je nastavio razvijati Neo Geo igre kao što je The King of Fighters 2001.
S ukupnim dugom od oko 38 milijardi jena, SNK je odustao od dobrovoljne obnove i 2. travnja 2001. SNK je podnio za primjenu Zakona o civilnoj rehabilitaciji Okružnomu sudu u Osaki, čime je bankrotirao. Zahtjev je prihvaćen te su postupci revitalizacije jednom nastavljeni, a sjedište se vratilo u Suita City, u prefekturi Osaki. Okružni sud je 1. listopada iste godine odlučio ukinuti postupak građanske rehabilitacije i 30. listopada proglasio bankrot.
Prava za SNK-ovu proizvodnju igara i razvojna prava za njegove franšize prodane su nekoliko drugih tvrtki poput BrezzaSoftu, koji je proizveo The King of Fighters 2001, južnokorejskomu Eolithu, koji je proizveo franšizu The King of Fighters između 2001. i 2002., i Mega Enterpriseu, koji je proizveo Metal Slug 4. 2001. Neo Geo je okončan. Nakratko je oživljen 11 godina kasnije s Neo Geo X.
Playmore Corporation osnovana je 1. kolovoza 2001. godine. Prvobitno je bila filijala bivšega SNK. U početku je to bila pravna tvrtka specijalizirana za usluge upravljanja autorskim pravima i bilo bi netočno nazivati bivšu SNK njezinom tvrtkom prethodnikom. 30. listopada iste godine tvrtka je dobila pravo intelektualnog vlasništva tvrtke u nadmetanju tijekom stečaja SNK.
Kako bi ponovno uspostavio svoju prisutnost na tržištu igara, Playmore je kupio BrezzaSoft i njegove bivše SNK-ove programere, kao i japanskog Neo Geo programera Noise Factory. Sun Amusement, japanski distributer igara, kupio je SNK kako bi tvrtki omogućio distribuciju arkadnih igara u Japanu. Međunarodni uredi osnovani su u Južnoj Koreji, Hong Kongu i Sjedinjenim Američkim Državama pod imenom SNK NeoGeo za tržišnu, a kasnije i potrošačku distribuciju igara. U srpnja 2003., uz dopuštenje Eikichi Kawasaki, osnivača bivše tvrtke SNK, tvrtka je promijenila ime u SNK Playmore Corporation. Iste godine SNK je kupio ADK ubrzo nakon što je podnio zahtjev za stečaj. Prethodno je ADK bila tvrtka treće strane koja je bila usko povezana sa SNK-om od kasnih 1980-ih. Poslovanje SNK Playmorea u Japanu već je uvelike nalikovalo izvornoj tvrtki: SNK je zapošljavao mnoge zaposlenike koji su otišli nakon što je podnio stečaj i zauzeli njegovu bivšu zgradu.
Dana 1. prosinca 2016. godine, SNK Playmore Corporation službeno mijenja svoje ime u SNK Corporation.
20. ožujka 2023. SNK je premjestio svoje glavno sjedište u Yodogawa-ku, Osaka.
SNK je poznata po nizu igraćih konzoli i arkadnih sustava Neo Geo koje su izašle na tržište tijekom 1990.-tih, kao nastavak niza Neo Geo, SNK izdaje dlanovnu konzolu Neo Geo Pocket Color od 1999.